# Let's Groove
Singles de Earth, Wind and Fire
And Love Goes On
(1981) Wanna Be with You
(1982)
Let's Groove est une chanson du groupe américain Earth, Wind and Fire, sortie en septembre 1981 en tant que premier single de l'album Raise!. 
La chanson a connu un très vif succès dans plusieurs pays, se classant notamment au sein du top 20 des hit-parades aux États-Unis, en France, en Australie, en Nouvelle-Zélande, au Royaume-Uni et au Canada.

## Contexte et description
En 1979 et au début des années 1980, la musique disco connaît une baisse de popularité. Malgré cela, le groupe a décidé de faire revivre le son disco qui figurait sur leurs œuvres précédentes et leurs disques ultérieurs. Musicalement, Let's Groove est un morceau post-disco et pop-funk qui comprend des instruments tels que des synthétiseurs et des claviers, ainsi que des guitares électriques.

## Clip vidéo
Le clip vidéo de Let's Groove est réalisé par Ron Hays à l'aide du système analogique d'images de synthèse Scanimate. C'est le premier clip à être diffusé dans l'émission musicale Video Soul de la chaîne américaine Black Entertainment Television,. 
Le style du clip a été une source d'inspiration pour celui de la chanson Treasure de Bruno Mars.

## Liste des titres
| A. | Let's Groove                | 3:55 |
| B. | Let's Groove (Instrumental) | 3:55 |

## Crédits
- Maurice White – chant, chœurs, écriture, percussion, producteur
- Philip Bailey – chant, chœurs, percussion
- Verdine White – basse, programmation musicale
- Fred White – batterie, percussion
- Larry Dunn – piano, synthétiseur, assistant producteur, programmation musicale
- Beloyd Taylor – chant, guitare
- Ralph Johnson – chant, percussion
- Don Myrick – saxophone alto, saxophone ténor
- Andrew Woolfolk – saxophone ténor
- Michael Boddicker – synthétiseur
- Wayne Vaughn – claviers, écriture
- Ms. Pluto – chant
- Tom Saviano – saxophone
- Johnny Graham, Roland Bautista – guitare
- Billy Meyers, David Foster – claviers
- Assa Drori, James Getzoff – premier violon
- Frederick Seykora, Jerome Kessler, Larry Corbett, Marie Louise Zeyen, Paula Hochhalter, Selene Burford – violoncelle
- Bill Reichenbach, Charles Loper, Dick Hyde, George Bohanon, Lew McCreary, Louis Satterfield – trombone
- Chuck Findley, Gary Grant, Jerry Hey, Larry Hall, Michael Harris, Oscar Brashear, Rahmlee Michael Davis – trompette
- Alan Deveritch, Allan Harshman, Gareth Nuttycombe, Pamela Hochhalter, Virginia Majewski – alto
- Anton Sen, Arkady Shindelman, Arnold Belnick, Betty Lamagna, Brian Leonard, Denyse Buffum, Endre Granat, Haim Shtrum, Henry Ferber, Irving Geller, Jerome Reisler, John Wittenbert, Mari Tsumura Botnick, Marvin Limonick, Myra Kestenbaum, Nathan Ross, Norman Leonard, Reginald Hill, Ronald Folsom, Sheldon Sanov, Thomas Buffum, William Hymanson, William Kurasch – violon
- Billy Meyers – arrangements des cuivres et cordes
- Tom Perry – ingénieur assistant, mixage
- Ken Fowler, Mick Guzauski, Ron Pendragon – ingénieur du son[9]

## Classements et certifications
| Classement (1981-1982)                 | Meilleure position |
| -------------------------------------- | ------------------ |
| Afrique du Sud (Springbok Radio)       | 8                  |
| Australie (Kent Music Report)          | 15                 |
| Belgique (Flandre Ultratop 50 Singles) | 9                  |
| Belgique (Flandre VRT Top 30)          | 9                  |
| Canada (50 Singles)                    | 7                  |
| Espagne (AFYVE)                        | 10                 |
| États-Unis (Hot 100)                   | 3                  |
| États-Unis (Hot Soul Singles)          | 1                  |
| États-Unis (Dance Club Songs)          | 3                  |
| États-Unis (Cash Box Top 100)          | 3                  |
| États-Unis (Record World Singles)      | 3                  |
| Finlande (Suomen virallinen lista)     | 6                  |
| France (SNEP)                          | 2                  |
| Irlande (IRMA)                         | 5                  |
| Italie (FIMI)                          | 24                 |
| Nouvelle-Zélande (RMNZ)                | 2                  |
| Pays-Bas (Nederlandse Top 40)          | 5                  |
| Pays-Bas (Single Top 100)              | 5                  |
| Royaume-Uni (UK Singles Chart)         | 3                  |

| Classement (1981)             | Position |
| ----------------------------- | -------- |
| États-Unis (Cash Box)         | 17       |
| France (SNEP)                 | 30       |
| Pays-Bas (Nederlandse Top 40) | 67       |
| Pays-Bas (Single Top 100)     | 54       |

| Classement (1982)             | Position |
| ----------------------------- | -------- |
| Australie (Kent Music Report) | 100      |
| Canada (Top 100 Singles)      | 50       |
| États-Unis (Hot 100)          | 33       |
| États-Unis (Hot Soul Singles) | 2        |
| États-Unis (Dance Club Songs) | 36       |
| Italie (FIMI)                 | 66       |

### Certifications
| Région                                                                         | Certification | Ventes/Streams |
| ------------------------------------------------------------------------------ | ------------- | -------------- |
| Danemark (IFPI)                                                                | Or            | 45 000‡        |
| États-Unis (RIAA)                                                              | Or            | 1 000 000^     |
| Royaume-Uni (BPI)                                                              | Platine       | 600 000‡       |
| ^Mise en rayon selon la certification ‡ventes/streaming selon la certification |               |                |

## Au cinéma
En 2005, la chanson est reprise dans le dessin animé Kuzco 2 : King Kronk.